# Wishek, North Dakota
Wishek là một thành phố thuộc quận McIntosh tiểu bang Bắc Dakota, Hoa Kỳ. Thành phố này có diện tích 3,8 km2, dân số là 1122 người theo điều tra dân số năm 2000. Wishek được lập năm 1898.